# Charaphloeus inustus
Charaphloeus inustus is een keversoort uit de familie dwergschorskevers (Laemophloeidae). De wetenschappelijke naam van de soort werd in 1899 gepubliceerd door David Sharp.